# Singapore Challenger 1997
Il Singapore Challenger 1997 è stato un torneo di tennis facente parte della categoria ATP Challenger Series nell'ambito dell'ATP Challenger Series 1997. Il montepremi del torneo era di $25.000 ed esso si è svolto nella settimana tra il 6 gennaio e il 12 gennaio 1997 su campi in sintetico indoor. Il torneo si è giocato nella città di Singapore.

## Vincitori

### Singolare
Andrej Česnokov ha sconfitto in finale  Johan Van Herck con il punteggio di 3–6, 7–6, 6–2

### Doppio
Mahesh Bhupathi /  Leander Paes hanno sconfitto in finale  Michael Joyce /  Scott Melville con il punteggio di 6–4, 4–6, 7–6